# Solenostoma gongshanense
Solenostoma gongshanense är en bladmossart som först beskrevs av C.Gao et J.Sun, och fick sitt nu gällande namn av Vána et D.G.Long. Solenostoma gongshanense ingår i släktet Solenostoma och familjen Solenostomataceae. Inga underarter finns listade i Catalogue of Life.